# Binekli, Bozova
Binekli là một xã thuộc huyện Bozova, tỉnh Şanlıurfa, Thổ Nhĩ Kỳ. Dân số thời điểm năm 2011 là 374 người.